# Гаспар Огюст Луи Кастан
Гаспар Огюст Луи Кастан (на френски: Gaspard Auguste Louis Castagne) е френски дипломат в Османската империя.

## Биография
Роден е на 10 ноември 1822 г. в Пера. Той е второто дете в семейството на Огюст и Софи Кастан. Завършва филология и право в Академията в Екс ан Прованс, Франция. На 1 август 1839 г. е назначен за аташе към френското посолство в Цариград, където работи до 31 декември 1841 г. По време на Кримската война (1853 – 1856) е изпратен в Мосул и в края на 1854 г. е назначен за консул II клас, а по-късно е преместен в Ерзерум като генерален консул. Оттук той предава изключително ценни сведения за военните събития и движението на османските и руските войски и благодарение навременната му намеса архивът на консулството е съхранен и изпратен във френското посолство в Цариград. Умира в края на 1855 г. от треска в Ерзерум.
Личният му архив е част от Родов фонд „Кастан – Дюрони“, който се съхранява във фонд 811К в Държавен архив – Варна.